# Johanna (film)
A Johanna egy 2005-ben bemutatott 35 mm-es színes magyar DTS hangrendszerű operafilm, Mundruczó Kornél rendezésében, Tallér Zsófia zenéjével.
A film A 78-as Szent Johannája c. rövidfilm továbbgondolása, Jeanne d’Arc történetének feldolgozása kórházi díszletek között. Az első kortárs zenére épülő magyar operafilm, mely sikeresen szerepelt számos fesztiválon.

## Cselekmény
A drogos Johannát egy buszbaleset után visszahozzák a klinikai halál állapotából. Mivel nem emlékszik semmire és nincs hova menjen, orvosa a kórházban tartja nővérnek, mert megtetszett neki a lány, aki azonban nem lesz a partnere. Szerelmét a betegeknek kínálja gyógyírként, akik csodálatos gyógyulásukért imádják Johannát. Szokatlan gyógymódjával, a kórházi rend megszegésével kivívja a doktorok haragját, hiszen ők csak egy prostitúcióből élő nőt látnak benne. Johanna „Jeanne d’Arc”-ként a gyógyítandók seregének élére áll és háborúba indul a mindenkori korlátolt rend ellen.

## Szereplők
- Tóth Orsi – Johanna
- Boldog László
- Cserna Ildikó – rossz nővér
- Fátyol Hermina
- Hormai József
- Kecskés Sándor
- Kováts Kolos
- Klézli János
- Mester Viktória
- Trill Zsolt – kis orvos
- Gantner István – májbeteg páciens
- Gulyás Dénes – főorvos

## További tudnivalók
- a Johanna Magyarországon feliratozva került a mozikba
- a film a Budavári Sziklakórházban játszódik
- a szereplők énekhangját a hazai operaélet színe-java (Wierdl Eszter, Kóbor Tamás, Cserna Ildikó, Meláth Andrea, Mester Viktória, Gulyás Dénes, Kováts Kolos, Gábor Géza), a kórusét a Rádió Gyermekkórusa adja

## Díjak
- Magyar Filmszemle (2006)
  - A legjobb operatőr díja Nagy Andrásnak, a Johanna és A fény ösvényei című filmek fényképezéséért
  - A legjobb rendezés díja Mundruczó Kornélnak a Johanna című filmért
  - A legjobb női alakítás díja Tóth Orsinak a Johanna és az Egyetleneim c. filmben nyújtott kiemelkedő alakításáért
  - A legjobb eredeti filmzene díja Tallér Zsófiának a Johanna c. operafilm zenéjének megkomponálásáért